# Molson Indy Vancouver 1993
Molson Indy Vancouver 1993 var ett race som var den trettonde deltävlingen i PPG IndyCar World Series 1993. Racet kördes den 29 augusti på Vancouvers gator. Al Unser Jr. tog sin första och enda seger för säsongen, vilket även kom att bli Galles Racings sista seger. Bobby Rahal blev tvåa, före Stefan Johansson på tredje plats. Scott Goodyear tog en överraskande pole position, men föll tillbaka till fjärde plats i tävlingen. Den sammanlagda ledaren Nigel Mansell utökade sitt försprång på mästerskapstvåan Emerson Fittipaldi med en poäng, efter att duon slutat sexa respektive sjua.

## Slutresultat
| Plats | Förare             | Team                     | Grid | Kvaltid |
| ----- | ------------------ | ------------------------ | ---- | ------- |
| 1     | Al Unser Jr.       | Galles Racing            | 5    | 54,112  |
| 2     | Bobby Rahal        | Rahal-Hogan Racing       | 2    | 53,851  |
| 3     | Stefan Johansson   | Bettenhausen Motorsports | 11   | 54,608  |
| 4     | Scott Goodyear     | Walker Racing            | 1    | 53,791  |
| 5     | Mario Andretti     | Newman/Haas Racing       | 14   | 54,817  |
| 6     | Nigel Mansell      | Newman/Haas Racing       | 3    | 53,872  |
| 7     | Emerson Fittipaldi | Marlboro Team Penske     | 10   | 54,560  |
| 8     | Teo Fabi           | Hall/VDS Racing          | 9    | 54,479  |
| 9     | Raul Boesel        | Dick Simon Racing        | 8    | 54,444  |
| 10    | Danny Sullivan     | Galles Racing            | 15   | 54,016  |
| 11    | Roberto Guerrero   | Budweiser King Racing    | 18   | 55,196  |
| 12    | Hiro Matsushita    | Walker Racing            | 22   | 56,799  |
| 13    | Paul Tracy         | Marlboro Team Penske     | 4    | 53,961  |
| 14    | Dominic Dobson     | PacWest Racing           | 23   | 57,771  |
| 15    | Jeff Wood          | Euromotorsport           | 25   | 59,510  |
| 16    | Willy T. Ribbs     | Walker Racing            | 16   | 55,054  |
| 17    | Ross Bentley       | Dale Coyne Racing        | 21   | 56,712  |
| 18    | Jimmy Vasser       | Hayhoe Racing            | 12   | 54,749  |
| 19    | Andrea Montermini  | Euromotorsport           | 7    | 54,274  |
| 20    | Marco Greco        | Sovereign Racing         | 24   | 57,976  |
| 21    | Johnny Unser       | Dale Coyne Racing        | 26   | 59,976  |
| 22    | Mark Smith         | Arciero Racing           | 13   | 54,816  |
| 23    | Robby Gordon       | Walker Racing            | 6    | 54,209  |
| 24    | Scott Brayton      | Dick Simon Racing        | 19   | 55,256  |
| 25    | Arie Luyendyk      | Chip Ganassi Racing      | 17   | 55,120  |
| 26    | Olivier Grouillard | Indy Regency Racing      | 20   | 56,367  |